# Acordulecera tegularis
Acordulecera tegularis – gatunek błonkówki z rodziny Pergidae.

## Taksonomia
Gatunek ten został opisany w 1906 roku przez Friedricha Konowa pod nazwą Acorduleceros tegularis. Jako miejsce typowe podano miasto Barcelos w brazyliskim stanie Amazonas. Syntypem jest samica. 

## Zasięg występowania
Ameryka Południowa, znany jedynie ze stanu Amazonas w płn.-zach. Brazylii.